# Славка Томић
Славка Томић је заборављена српска хероина из Првог светског рата и наредник Војске Краљевине Србије.
Једине информације о њеном постојању се налазе у у француском листу Екселсиор из 1916. године, који је известио о Славки из српског војничког логора у Солуну управо кад ју је одликовао један француски официр. Два пута је Екселсиор стављао Славку на насловну страну.
Новембра 1915. године у Македонији ју је пронашао и сликар Алмери де Лобел-Риш који је начинио њен акварел.
То је све што знамо о девојци која је прешла пут од четника до наредника српске војске. Њена судбина после 1916. године је непознаница.